# Fujiwara no Yukinari
Fujiwara no Yukinari ( 972 - 1027, também conhecido como Gon-seki ou Fujiwara no Kozei)  foi um aristocrata e famoso caligrafo do estilo Jidayo. Foi considerado um Sanseki (um dos três grandes pincéis), juntamente com Ono no Tofu e Fujiwara no Sukemasa.  Foi também mestre do Imperador Fushimi. Seu periódico Gonki é uma importante fonte de informação para os eventos da Corte do Período Heian. 

## Vida
Yukinari era filho de um nobre  chamado Yoshitaka. Após a morte precoce de seu pai, foi criado por seu avô, Koretada.   Yukinari teve uma carreira bastante bem sucedida, em 995 aos 24 anos serviu no Kurōdodokoro, em 1001 se tornou sangi e em 1020 foi promovido a Dainagon.  Yukinari melhorou ainda mais a caligrafia de estilo japonês (wayō-shodō), e mostrou grande respeito ao seu fundador, Ono no Michikaze (894-966). Ele até mencionou em seu diário, Gonki, que ele teve um sonho onde conheceu Michikaze e aprendeu caligrafia com ele.
Yukinari era conhecido como o mestre de kana. Seu estilo era leve e facilmente emulado, suas falas eram delicadas e requintadas, resultando em personagens altamente elegantes. Fujiwara no Yukinari é considerado o fundador do estilo Sesonji da caligrafia, que mais tarde se tornou a principal tradição da caligrafia wayō (和様).  Suas obras mais recentes foram escritas em Mana (caracteres chineses usados como unidades de significado), em Gyōsho (Sōsho).